# Brindisi Challenger 2003
Il Brindisi Challenger 2003 è stato un torneo di tennis facente parte della categoria ATP Challenger Series nell'ambito dell'ATP Challenger Series 2003. Il torneo si è giocato a Brindisi in Italia dal 25 al 31 agosto 2003 su campi in terra rossa.

## Vincitori

### Singolare
Galo Blanco ha battuto in finale  Francisco Fogues-Domenech con il punteggio di 7–5, 1–6, 7–5

### Doppio
Iván Navarro /  Mario Radić hanno battuto in finale  Manuel Jorquera /  Diego Moyano con il punteggio di 7–6(8), 6–0